# Amadeus Germany
Die Amadeus Germany GmbH ist ein Anbieter von IT-Lösungen für die Reisebranche mit Sitz in Bad Homburg vor der Höhe im Land Hessen. 1971 gegründet, bietet das Unternehmen Leistungen für den Vertrieb touristischer Leistungen für zum Beispiel Reisebüros, Call-Center oder das Internet.
In Deutschland registrierte das Unternehmen rund 45.000 Lizenzen für das Amadeus System. Folgende Anbieter sind in Deutschland buchbar: über eine Million Hotels, über 400 Fluggesellschaften, 30 Fähr- und Kreuzfahrtanbieter und 22 Versicherungsanbieter.
Gesellschafter von Amadeus Germany ist die Amadeus IT Group SA. Der Amadeus Konzern beschäftigt weltweit rund 18.000 Mitarbeiter und ist mit Zentralen in Madrid (Hauptsitz), Nizza (Entwicklung) und Erding (Betrieb) in 190 Ländern aktiv.

## Geschichte

### Studiengesellschaft zur Automatisierung von Reise und Touristik
Ende der sechziger Jahre zeichnete sich ab, dass Reisebüros bald Computer-Terminals mehrerer Reiseveranstalter installieren müssen, denn es gab kein einheitliches Reservierungssystem; nur wenige Große in der Branche konnten den entsprechenden Aufwand finanzieren. Diese Überlegungen waren Anfang 1971 auslösender Faktor für die Gründung der START – Studiengesellschaft zur Automatisierung für Reise und Touristik GmbH (kurz: START).
Die Arbeitsgruppe bestand aus Vertretern der Unternehmen Deutsche Lufthansa, Deutsche Bundesbahn, Touristik Union International (TUI) sowie Amtliches Bayerisches Reisebüro GmbH (abr), Deutsches Reisebüro GmbH (DER) und Hapag-Lloyd Reisebüro GmbH. START legte nach verschiedenen Analysen einen Vorschlag für ein elektronisches Reisereservierungs- und Informationssystem vor, das alle mit Angebot und Vermittlung von Reiseleistungen zusammenhängenden Vorgänge bewältigen konnte.

### START Datentechnik für Reise und Touristik

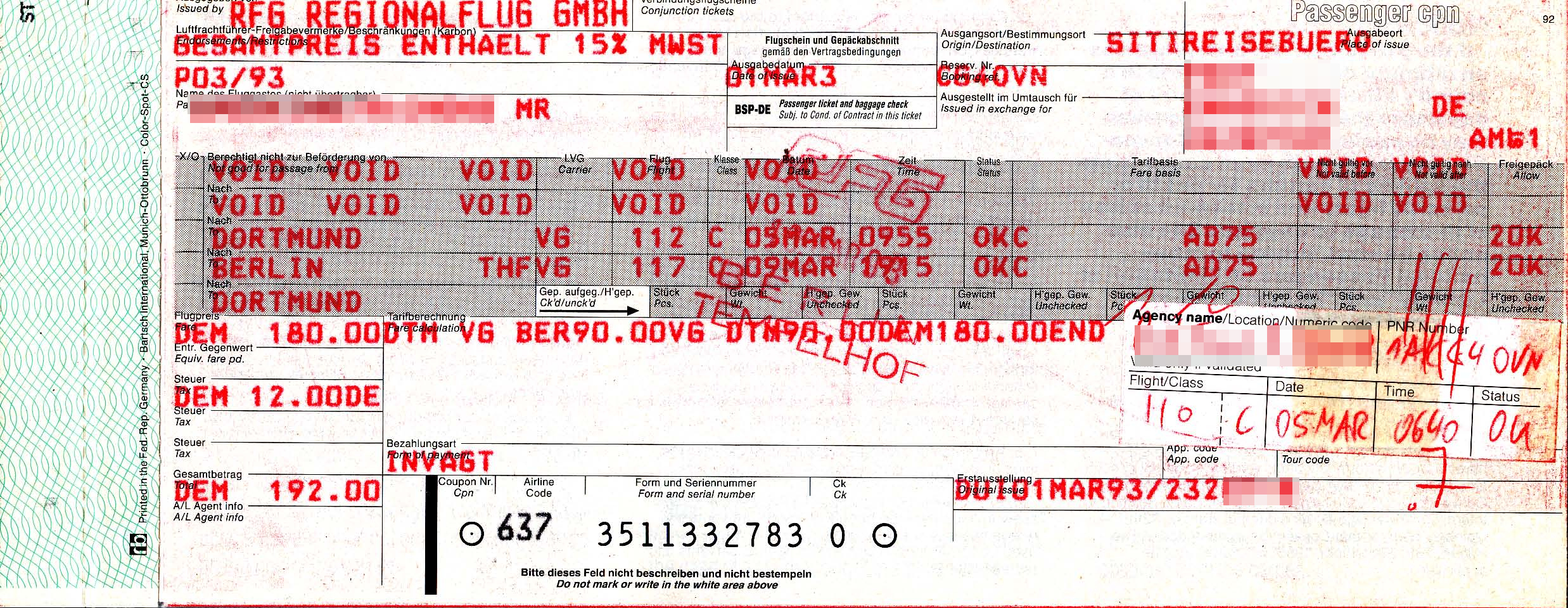
1993 über START Amadeus ausgestelltes Flugticket, erkennbar an dem vertikal gedruckten ST oben links

1976 wurde die Studiengesellschaft in die Betriebsgesellschaft START Datentechnik für Reise und Touristik GmbH umgewandelt. Die Gesellschafter waren mit jeweils 25 Prozent Anteilen die Deutsche Bundesbahn, die Deutsche Lufthansa und die TUI. Die restlichen 25 Prozent verteilten sich zu gleichen Teilen auf die Reisebüro-Ketten abr, DER und Hapag-Lloyd.
Nach mehreren Ausschreibungen erhielt Siemens 1977 den Auftrag für die schlüsselfertige Realisation des START Systems. 1978 wurde die erste Zentraleinheit für das Rechenzentrum angeliefert. Mitte 1979 nahm START den Betrieb auf: Das erste START Terminal wurde am 13. Juni 1979 beim DER im Hauptbahnhof Frankfurt am Main in Betrieb genommen. Die Reservierung von TUI-Angeboten war als erstes möglich. Im August 1979 kam die Reservierungsfunktion der Deutschen Lufthansa hinzu. 1980 bot die Deutsche Bundesbahn über START die Sitzplatzbuchung und die Fahrausweiserstellung an, TUI-Reisebestätigungen konnten ausgestellt werden, wie auch Tickets der Deutschen Lufthansa.
Über ein Terminal konnten nicht nur alle Reiseleistungen gebucht, sondern auch damit zusammenhängende Tätigkeiten, wie Fakturierung und Datensammlung für die Buchhaltung, ausgeführt werden. Mittlerweile druckten die angeschlossenen Reisebüros über START monatlich 150.000 Tickets, obwohl immer noch ein Großteil manuell ausgestellt wurde.

### BTX und PCs als neue Medien

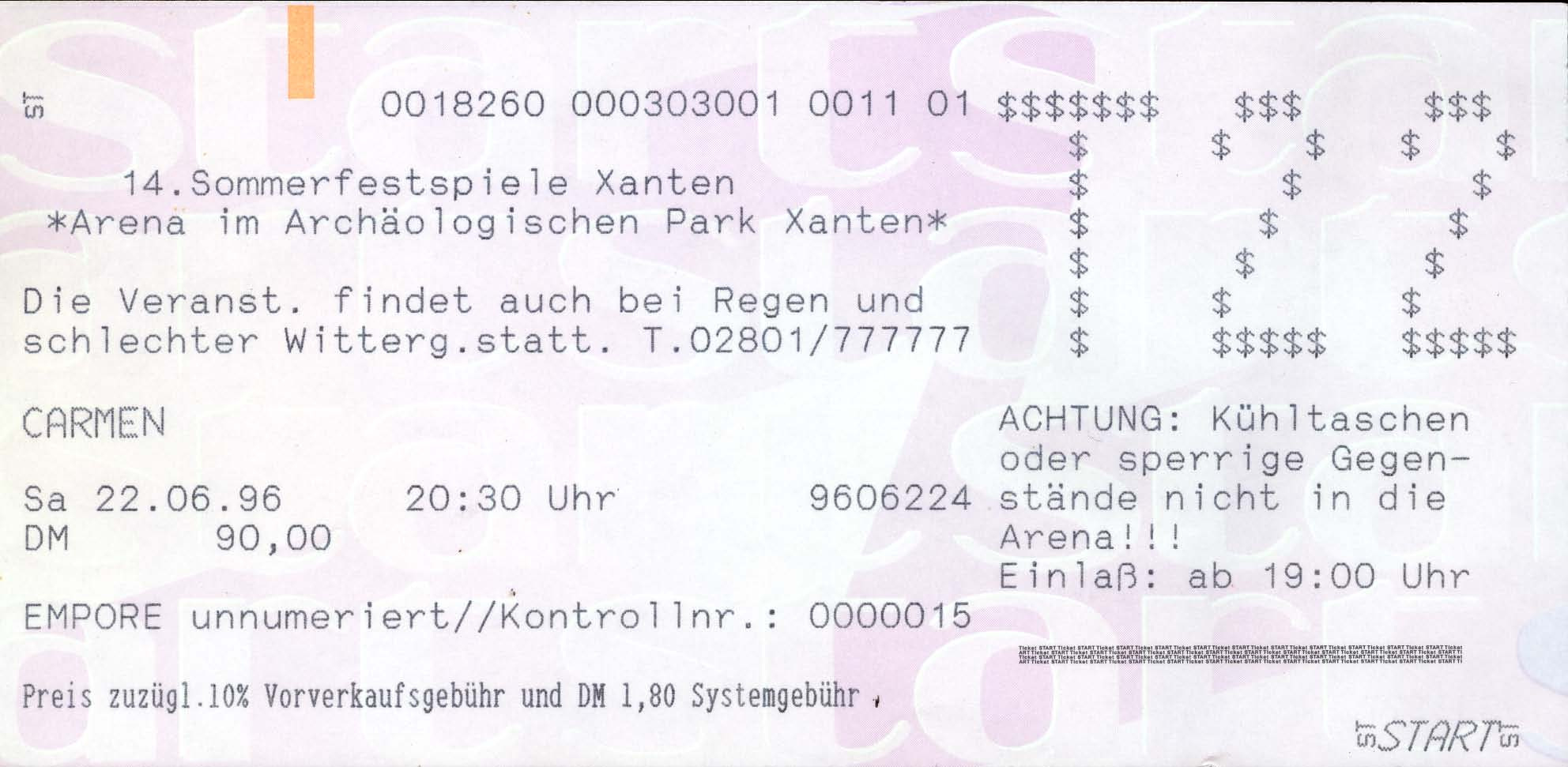
Über das KART-Verfahren ausgestellte Eintrittskarte, 1996

1982 waren rund 2.000 START Geräte installiert. Rund 22 Millionen Verkaufsbelege wurden in diesem Jahr über das System ausgedruckt, deren Gesamtwert auf 7,3 Milliarden DM beziffert wurde. 1983 wurde gemeinsam mit DERPART die BTX R.B. Reiseberatung GmbH gegründet, deren Ziel es war, die Leistungen des START Systems den Reisebüros auch über das kostengünstigere BTX System verfügbar zu machen. Die erste Generation der START Terminals wurde gegen moderne Siemens-Terminals ausgetauscht. Und Euroschecks sowie Banküberweisungen konnten nun im Reisebüro mit einem speziellen Dokumentendrucker bedruckt werden.
1987 wurde die nächste Terminal-Generation auf PC-Basis eingeführt. Im Gegensatz zu den bisherigen Terminals, die nur zur Datenabfrage auf dem zentralen Start Rechner dienten, konnten nun im Reisebüro Daten auch lokal auf dem PC verarbeitet werden. Das sogenannte KART-Verfahren für den Eintrittskartenvertrieb über START wurde für die Reisebüros nutzbar. Auch Zahlungen mit Kreditkarte waren nun über START möglich.

### Umbruch und Expansion
Der Anschluss des 10.000sten START Terminals erfolgte im Mai 1989. Siemens-Nixdorf entwickelte das START Board, eine Einsteckkarte für den PC, um die Daten- und Drucksicherheit auch auf PCs sicherstellen zu können.
1990 wurde die technische Verbindung des START Rechners in Frankfurt am Main mit dem Amadeus Rechner in Erding realisiert. START begann mit dem Übergang vom Reservierungssystem der Deutschen Lufthansa zu Amadeus.
1993 eröffnete START Regionalbüros in Frankfurt am Main und Düsseldorf und Tochtergesellschaften in Ungarn und der Türkei wurden gegründet. Der Prototyp des START Automaten wurde am Münchner Hauptbahnhof aufgestellt. Er war der Vorläufer der heutigen Fernverkehrsautomaten der Deutschen Bahn.
Rund 2.000 ATB-Drucker, mit denen Flugtickets mit Magnetstreifen auf der Rückseite gedruckt werden können, wurden in den Reisebüros installiert. Der Kunde erhielt im Reisebüro einen Ausdruck, mit dem er am Flughafen elektronisch einchecken konnte. 1994 wurden insgesamt 88 Millionen Buchungen über das START System getätigt, die angeschlossenen Reisebüros stellten 132 Millionen Belege aus.

### Beginn des Zusammenschlusses
Die Allianz von START und Amadeus wurde im März 1996 beschlossen. Im Juni 1996 einigten sich Lufthansa und TUI, dass Lufthansa die START Anteile von TUI übernimmt, im Gegenzug TUI die Anteile an Airtours erhält. Damit hält Lufthansa zwei Drittel, die Deutsche Bahn AG ein Drittel der Anteile.
1997 wurde die strategische Allianz zwischen START und Amadeus vollzogen: Die Gesellschafter beider Unternehmen stimmten dem Verkauf von 50 Prozent der Anteile der START Informatik GmbH an Amadeus Global Travel Distribution S.A., Madrid, zu. Die START Holding GmbH und Amadeus sind somit gleichberechtigte Gesellschafter an der START Informatik.
Im Dezember 1996 übernahm Amadeus somit alle bisherigen START Anteile an den Unternehmen START Seyahat Pazarlama in Istanbul, START Hellas in Athen, START Hungaria in Budapest und Amadeus Austria in Salzburg. Die Niederlassung in Moskau sowie die Aktivitäten in den GUS-Staaten wurden von Amadeus weitergeführt.
Im Dezember 1997 einigten sich die Deutsche Bahn AG und Lufthansa, dass die Lufthansa die START Anteile der Deutschen Bahn AG übernimmt, im Gegenzug die Deutsche Bahn AG die Anteile der Lufthansa an der Deutsches Reisebüro GmbH (DER) erhält. Damit war Lufthansa zu dieser Zeit alleiniger Gesellschafter von START.
1997 wurden die START Holding, START Informatik und START Amadeus Vertrieb in eine GmbH zusammengefasst. Nach außen hin trat das Reisevertriebssystem stellvertretend für diese drei Unternehmen seitdem als START Amadeus GmbH auf. Die beiden Tochtergesellschaften START Ticket GmbH und START Media Plus GmbH blieben weiterhin bestehen. Zum Ausbau der internationalen Ausrichtung des Unternehmens plante die Lufthansa den Verkauf von 34 Prozent der START Anteile an das Global Distribution System Amadeus im Jahr 1999.
Im August 1999 genehmigte die EU eine Amadeus-Beteiligung an der START Amadeus GmbH in der mit Lufthansa vereinbarten Höhe von 34 Prozent. Das Rechenzentrum von START in Frankfurt am Main zog in das Rechenzentrum von Amadeus nach Erding bei München.
Amadeus wurde als private Partnerschaft gegründet und ging dann im Oktober 1999 in Paris, Frankfurt und Madrid an die Börse.

### Fusion 2001
Im Dezember 2001 vollzog START den letzten Schritt zur Fusion mit Amadeus. Die Aufsichtsräte von Lufthansa und Amadeus stimmten zu, dass der bisherige 34-Prozent-Gesellschafter Amadeus Global Travel Distribution S.A., Madrid, die übrigen 66 Prozent der Anteile übernahm, die bislang der Lufthansa Commercial Holding, einer hundertprozentigen Tochter der Deutschen Lufthansa AG, gehörten.
START Amadeus wurde ab März 2003 in Amadeus integriert und in Amadeus Germany GmbH umbenannt.

### Seit 2005
2005 wurde Amadeus in Paris, Frankfurt und Madrid von der Börse genommen. Damals kauften BC Partners und Cinven Anteile des Unternehmens von drei der vier Fluggesellschaften die Amadeus als Mitbegründer ins Leben gerufen hatten. Das restliche Kapital kam von kleineren Anteilseignern.
2006 erfolgte die Umbenennung in Amadeus IT Group.
Seit April 2010 werden die Aktien der Amadeus IT Holding, S. A. (Amadeus) (Muttergesellschaft der Amadeus IT Group, S. A.) an den Börsen in Madrid, Barcelona, Bilbao und Valencia gehandelt.